# Пендалофос
Пендалофос (грч. Πεντάλοφος) је насељено место у општини Горуша у периферији Западна Македонија, Грчка. Према попису из 2021. године било је 272 становника.
Према бугарском географу и историчару, Василу Канчову, у Пендалофосу је 1900. године живео 1.750 Грка. Пендалофос се налази у области Населица, која је некада била насељена словенским становништвом које је касније хеленизовано. Село се раније звало Жупан.